# بییاردفرادس
بییاردفرادس (به اسپانیایی: Villardefrades) یک شهرستان در اسپانیا است که در استان وایادولید واقع شده‌است.